# Kalīnak
Kalīnak (persiska: Galīnak, گلينک, کلینک) är en ort i Iran.   Den ligger i provinsen Alborz, i den norra delen av landet, 80 km nordväst om huvudstaden Teheran. Kalīnak ligger 1 826 meter över havet och antalet invånare är 927.
Terrängen runt Kalīnak är huvudsakligen kuperad, men åt nordost är den bergig. Kalīnak ligger nere i en dal som går i öst-västlig riktning.Runt Kalīnak är det ganska tätbefolkat, med 86 invånare per kvadratkilometer. Kalīnak är det största samhället i trakten. Trakten runt Kalīnak består i huvudsak av gräsmarker.